# 特雷吉耶
特雷吉耶（法語：Tréguier，法語：[tʁegje] ⓘ）是法国阿摩尔滨海省的一个市镇，位于该省西北部，属于拉尼永区。特雷吉耶历史上为特雷戈尔地区的首府。

## 地理
特雷吉耶（48°47'6"N, 3°13'57"W）面积1.52 平方千米，位于法国布列塔尼大區阿摩尔滨海省，该省份为法国西北部沿海省份，位于布列塔尼半岛北部，北濒大西洋英吉利海峡，西接菲尼斯泰尔省，南至莫尔比昂省，东临伊勒-维莱讷省。
与特雷吉耶接壤的市镇（或旧市镇、城区）包括：普卢吉耶勒、米尼伊特雷吉耶。

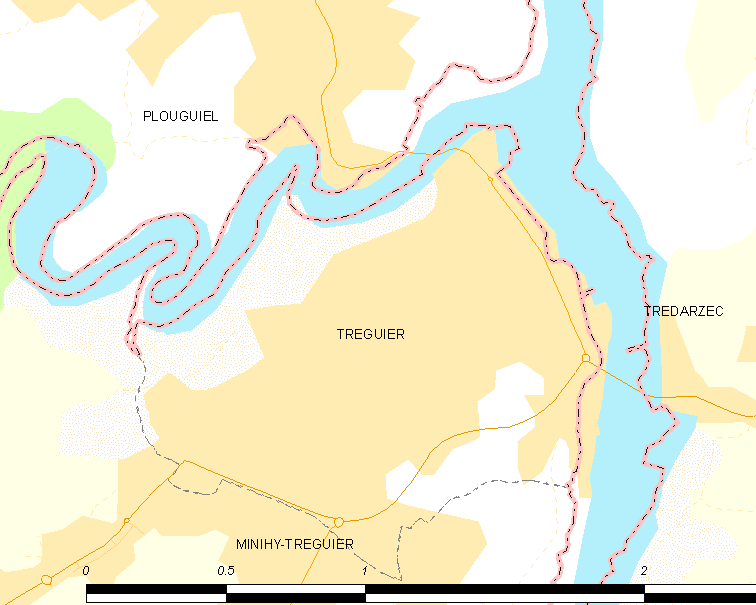
特雷吉耶的OSM定位图

特雷吉耶的时区为UTC+01:00、UTC+02:00（夏令时）。

## 行政
特雷吉耶的邮政编码为22220，INSEE市镇编码为22362。

## 政治
特雷吉耶所属的省级选区为特雷吉耶县。

## 人口

1962-2008年间特雷吉耶人口变化图示

特雷吉耶于2022年1月1日时的人口数量为2349人。